# Чиконья, Паскуале
Паскуа́ле Чико́нья (итал. Pasquale Cicogna; 27 мая 1509, Венеция — 2 апреля 1595, Венеция) — 88-й венецианский дож.

## Биография
Стал дожем 18 августа 1585 года в возрасте 76 лет. Паскуале Чиконья пренебрег традицией разбрасывать золотые дукаты толпе в процессе церемонии вступления на пост дожа. Он заменил дукаты на серебряные монеты, которые с тех пор получили наименование cicognini. 
Значимым деянием дожа является реализация проекта по реконструкции моста Риальто. С 1588 по 1591 год мост был перестроен из деревянного в каменный. Для осуществления реконструкции Паскуале выбрал архитектора Антонио да Понте и его племянника Антонио Контину, несмотря на то, что свои проекты представляли многие именитые архитекторы, в том числе и Микеланджело. 
Также в его правление была завершена реконструкция порта города Сплит, что в дальнейшем принесло Венецианской республике огромные прибыли.
Популярность дожа в народе была огромной, так как Чиконья успешно решал государственные проблемы. Во внешней политике он отстаивал позиции мира и признания правительств независимо от религии. Такое мнение способствовало возникновению острые столкновений с инквизицией и папской властью. 
В то же время Паскуале был искусным политиком, он поддерживал Генриха Наваррского в его притязаниях на французский трон. Дож убедил римского папу Сикста V также поддержать Генриха в обмен на обращение последнего в католическую веру.
Паскуале Чиконья приглашал в Венецию лучших представителей итальянского Возрождения в области науки, философии, искусства. При правлении Чиконьи, венецианская инквизиция задержала и выдала для правосудия папе римскому Джордано Бруно. В это же время, когда в сенате обсуждался вопрос о выдаче Джордано Бруно, дож пригласил в Падую читать лекции по астрономии Галилео Галилея, который был изгнан из родного города Пизы.
В 1595 году дож умер от лихорадки.